# Raj na ziemi (film 1970)
Raj na ziemi – polski film wojenny z 1970 roku w reżyserii Zbigniewa Kuźmińskiego, zrealizowany na podstawie noweli Wacława Bilińskiego pt. Saperzy.
Zdjęcia do filmu kręcono na Dolnym Śląsku: w Lądku-Zdroju, Złotym Stoku i Bystrzycy Kłodzkiej (ul. Podmiejska przy Baszcie Wodnej).

## Fabuła
Lato 1945 roku, Ziemie Odzyskane. Grupa saperów stacjonujących w niedużym miasteczku pod dowództwem ppor. Święcickiego otrzymuje zadanie rozminowania pobliskiej fabryki chemicznej w której podczas wojny produkowano paliwo do rakiet „V”. Zakład jest fachowo zaminowany, więc saperzy ponoszą straty. Sytuację dodatkowo komplikuje konflikt Święcickiego z sierż. Bobrowskim oraz działająca w okolicy grupa esesmanów z Werwolfu, którzy chcą zdetonować umieszczone w fabryce ładunki.

## Role
- Stanisław Zatłoka – ppor. Święcicki;
- Eugeniusz Kamiński – sierż. Bobrowski
- Teresa Marczewska – inż. Modlicka
- Wacław Kowalski – kpr. Machura
- Andrzej Zaorski – kpr. Szarówka
- Andrzej Jurczak – szer. Korpyś
- Mieczysław Święcicki – szer. Markowski
- Krzysztof Litwin – szer. Dudek
- Leszek Herdegen – członek Werwolfu
- Andrzej Krasicki – członek Werwolfu
- Stanisław Michalik – pełnomocnik rządu
- Leon Niemczyk – szofer Ziółkowski
- Bolesław Płotnicki – inż. Gerdele
- Roman Sykała – major